# 高甑生
高甑生，生卒年不详，唐朝初期的武将。
武德年间在李世民麾下，为秦王府裨将。武德四年（622年）李世民和李元吉率军征讨洛阳的王世充，高甑生与尉迟敬德、梁建方一起在洛阳城外生擒王世充的侄子王琬。后任岷州都督，参与了贞观三年（629年）和四年（630年）的反击突厥的战争，因功封为利州刺史。贞观八年，任盐泽道行军总管，随李靖讨伐吐谷浑。他率部首先进入青海，貞觀九年三月乙酉(乙酉為干支之一，順序為第22個）攻破了当地的羌族部落。在此役中，高甑生违反了李靖的命令，受到李靖的惩罚，于是他怀恨在心。回师后他與廣州都督府長史唐奉義诬告李靖谋反，未遂，以诬告罪被流放

## 備註
1. ↑  新唐書/卷002:太宗紀 上:八年正月辛丑﹍是夏，吐谷渾寇涼州，左驍衛大將軍段志玄為西海道行軍總管，左驍衛將軍樊興為赤水道行軍總管，以伐之。七月，隴右山崩。八月甲子，有星孛於虛、危。十月，作永安宮。甲子，至自九成宮。十一月辛未，李靖罷。己丑，吐谷渾寇涼州，執行人鴻臚丞趙德楷。十二月辛丑，特進李靖為西海道行軍大總管，侯君集為積石道行軍總管，任城郡王道宗為鄯善道行軍總管，膠東郡公道彥為赤水道行軍總管，涼州都督李大亮為且末道行軍總管，利州刺史高甑生為鹽澤道行軍總管，以伐吐谷渾。丁卯，從太上皇閱武於城西。
2. ↑  新唐書/卷002:太宗紀 上；九年正月，党項羌叛。二月，長孫無忌罷。三月庚辰，洮州羌殺刺史孔長秀，附於吐谷渾。壬午，大赦。乙酉，高甑生及羌人戰，敗之。
3. ↑  舊唐書 卷67 列傳第十七　李靖　李勣；初，利州刺史高甑生為鹽澤道總管，以後軍期，靖薄責之，甑生因有憾於靖。及是，與廣州都督府長史唐奉義告靖謀反。太宗命法官按其事，甑生等竟以誣罔得罪。
4. ↑  依《唐律疏議/卷第二十五》341 誣告謀反大逆，諸誣告謀反及大逆者，斬；從者，絞。若事容不審，原情非誣者，上請。若告謀大逆、謀叛不審者，亦如之。【疏】議曰：「誣告謀反及大逆者」，謂知非反、逆，故欲誣之，首合斬，從合絞。「若事容不審者」，謂或奉別敕閱兵，或欲修葺宗廟；見閱兵疑是欲反，見修宗廟疑爲大逆之類，本情初非誣告者，具狀上請，聽敕。若告謀大逆、謀叛不審，亦合上請，故云「亦如之」。《貞觀政要/卷08；論刑法第三十一》 貞觀九年，鹽澤道行軍總管、岷州都督高甑生，坐違李靖節度，又誣告靖謀逆，減死徙邊。時有上言者曰：「甑生舊秦府功臣，請寬其過。」太宗曰：「雖是藩邸舊勞，誠不可忘。然理國守法，事須畫一，今若赦之，使開僥幸之路。且國家建義太原，元從及征戰有功者甚眾，若甑生獲免，誰不覬覦？有功之人，皆須犯法。我所以必不赦者，正為此也。」。減死徙邊即減刑為流放邊疆